# 病気不安症
病気不安症（びょうきふあんしょう、英: illness anxiety disorder）とは、身体の徴候や症状の誤った解釈のため、病気にかかるあるいはかかっているとの思い込みが6か月以上持続しており、それが著しい苦痛や機能の障害を呈している精神障害である。病気に関する不安に著しくとらわれ、正常を逸脱している。『精神障害の診断と統計マニュアル』第5版のDSM-Vの診断名である。第4版のDSM-4では心気症（英:hypochondriasis）と呼ばれていた。
特にADHDやアスペルガー症候群などの精神疾患をもった患者に多いが、大半は思い込みによる状態が多く悪化する心配はない。成人してその症状が出た場合は両親などに原因があることが多い。
DSM-IVにおける診断基準の1つは身体醜形障害ではないことを要求している。
DSM-5では医療を求める型と、避ける型を特定するよう記載されている。
頭痛や胃痛といった、些細な心身の不調を誤って解釈し、「がんなどの重篤な病気にかかっているのではないか」と思い込んでいるものである。いくら検査などで身体に異常がないと指摘されても、容易に考えを変えることができず、病院を転々とすることもしばしばある。たとえば、バルザックの『谷間の百合』に出てくるモルソフ伯爵がこれにあたる。
治療法については、「病気不安症#治療」を参照。

## 定義
精神医学的障害の一種である。

## 治療

### 心理療法

#### 認知行動療法
病気不安症は、不安症の一種であり、認知行動療法が有効である。
まず治療者は、個々の身体感覚についての認知モデルを示しながら、別の安心できる説明・解釈（事実に基づいている）を提示し、患者が苦痛・恐怖の少ない解釈を採用できるよう支援する。その際、従来の解釈と別の解釈、それぞれのメリットと証拠についての再調査や議論を行ったり、それぞれの解釈の妥当性を検証するための行動実験（治療者のサポートのもと、従来の解釈・別の解釈の妥当性を、実際の行動を伴って検証すること）を行ったりして、安心できる解釈のほうを採用できるようサポートする。
また、不安感への対処方法（気をそらすスキルやリラクゼーションなど）を習得できるよう支援することも有効である。
病気不安症の治療目標は、身体感覚の除去ではなく、上記のように病気に対する不安感や信念を軽減したり、対処方法の習得をサポートしたりして、心理的な苦痛を和らげることである。